# Войпала
Во́йпала — деревня в Шумском сельском поселении Кировского района Ленинградской области.

## История
Деревня Войпала упоминается а карте Санкт-Петербургской губернии Ф. Ф. Шуберта 1834 года.

ОПСАЛА — деревня принадлежит генерал-майорше Пистолькорс, число жителей по ревизии: 17 м. п., 15 ж. п. (1838 год)

ВОЙПАЛЫ — деревня разных владельцев, по просёлочной дороге, число дворов — 10, число душ — 34. (1856 год)

ВАЙПАЛА (ВОЙПАЛА) — деревня владельческая при реке Тяшеве, число дворов — 12, число жителей: 41 м. п., 42 ж. п. (1862 год)

В 1866 году временнообязанные крестьяне деревни выкупили свои земельные наделы у Е. И. Зубаревой и стали собственниками земли.
В 1867 году свои земельные наделы временнообязанные крестьяне выкупили у А. Ф. Зубарева.
В конце XIX века деревня административно относилась к Шумской волости 1-го стана Новоладожского уезда Санкт-Петербургской губернии, в начале XX века — 4-го стана.
Согласно данным переписи населения СССР 1926 года в деревне Войпала Войпальского сельсовета Шумской волости Волховского уезда проживали 144 человека — все русские.
По данным 1933 года деревня Войпала входила в состав Шумского сельсовета Мгинского района.

План деревни Войпала. 1941 год

Согласно топографической карте РККА 1941 года деревня насчитывала 24 двора.
По данным 1966 и 1973 годов деревня Войпала находилась в подчинении Шумского сельсовета Волховского района.
По данным 1990 года деревня Войпала входила в состав Шумского сельсовета Кировского района.
В 1997 году в деревне Войпала Шумской волости проживали 70 человек, в 2002 году — 46 человек (русские — 48 %, цыгане — 50 %).
В 2007 году в деревне Войпала Шумского СП проживали 57 человек, в 2010 году — 34.

## География
Деревня находится в восточной части района на автодороге 41К-239 (Войпала — Горная Шальдиха) в месте примыкания к ней автодороги 41К-521 (Подъезд к дер. Войпала).
Расстояние до административного центра поселения — 5 км.
Расстояние до ближайшей железнодорожной станции Войбокало — 6 км.
Через деревню протекает один из рукавов реки Тящевки.
Граничит с землями, находящимися в собственности ООО «Терра» и землями запаса.

## Демография
| 1862 | 2007 | 2010 | 2011 | 2017 |
| ---- | ---- | ---- | ---- | ---- |
| 83   | ↘57  | ↘34  | ↗53  | ↘52  |

## Инфраструктура
По данным администрации на 2011 год деревня насчитывала 22 дома.